# 1986 RD5
1986 RD5 är en asteroid i huvudbältet som upptäcktes den 3 september 1986 av den belgiske astronomen Henri Debehogne vid La Silla-observatoriet.
Asteroiden har en diameter på ungefär 13 kilometer.